# Тор: Сказания Асгарда
«Тор: Сказания Асгарда» (англ. Thor: Tales of Asgard) — мультипликационный фильм компании «Lionsgate». Он является восьмым фильмом компаний Lionsgate и Marvel Animation. Выпущен на DVD и Blu-ray 17 мая 2011 года.

## Сюжет
Прежде чем был создан могучий молот Мьёльнир, существовал меч. Именно за ним отправляется Тор. Тайно покинув Асгард, он и его брат Локи отправляются на поиски этого меча. И то, что должно было быть весёлым путешествием и охотой за сокровищами, превращается в смертельную угрозу. Несмотря на это, Тор обязан проявить себя, ведь он сын Одина и достоин своей судьбы.

## Актёры озвучивания
- Мэттью Вольф — Тор
- Рик Гомес — Локи
- Тара Стронг — Сиф
- Элистер Эбелл — Фандрал
- Пол Добсон — Хогун
- Брент Чэпман — Вольстаг
- Кристофер Бриттон — Один
- Рон Хэлдер — Альгрим
- Кэти Веселак — Брунгильда
- Майкл Добсон — Гейрмарр
- Джон Новак — Трим
- Эшли Болл — Амора
- Бриан Друммонд — Фенрир

## Реакция критики
Синди Вайт из IGN поставил 7,0 из 10, заявив: «Когда речь идёт о выпуске мультфильма сразу на DVD, то DC и Warner Bros. легко обходят по качеству анимации, оригинальности и сюжету Marvel. Но в общем просмотр вызовет у вас хорошие чувства».
Кофи Оутлейв сказал: «Возможно, вы не станете пересматривать этот мультфильм снова и снова, но если вы фанат вселенной Marvel, то этот мультфильм для вас».